# Aglaodiaptomus marshianus
Aglaodiaptomus marshianus är en kräftdjursart som först beskrevs av M. S. Wilson 1953.  Aglaodiaptomus marshianus ingår i släktet Aglaodiaptomus och familjen Diaptomidae. IUCN kategoriserar arten globalt som sårbar. Inga underarter finns listade i Catalogue of Life.